# Conotalis aurantifascia
Conotalis aurantifascia là một loài bướm đêm trong họ Crambidae.